# When I Was Born for the 7th Time
When I Was Born for the 7th Time è il terzo album in studio del gruppo indie rock britannico Cornershop, pubblicato l'8 settembre 1997 dall'etichetta Wiiija. L'album riscosse elogi dalla critica ed ebbe un buon successo grazie alla presenza del singolo Brimful of Asha, hit a livello internazionale nella versione remix di Fatboy Slim.

## Tracce
- Tutti i brani sono opera di Tjinder Singh eccetto dove indicato diversamente

1. Sleep on the Left Side - 4:06
2. Brimful of Asha - 5:17
3. Butter the Soul - 3:19
4. Chocolat - 1:24
5. We're in Yr Corner - 5:47
6. Funky Days Are Back Again - 3:41
7. What Is Happening? (Tjinder Singh, Ben Ayres) - 2:15
8. When the Light Appears Boy (featuring Allen Ginsberg) (Allen Ginsberg, Tjinder Singh) - 2:41
9. Coming Up - 1:03
10. Good Shit - 4:40
11. Good to Be on the Road Back Home (con Paula Frazer) - 5:45
12. It's Indian Tobacco My Friend - 4:51
13. Candyman (con Justin Warfield) (Larry Coryell, Tjinder Singh) - 3:49
14. State Troopers - 3:07
15. Norwegian Wood (This Bird Has Flown) (John Lennon, Paul McCartney) (cover in lingua punjabi) - 2:27

## Formazione
- Tjinder Singh – voce, chitarra elettrica, scratching, dholki
- Ben Ayres – tanbur, chitarra, tastiere
- Anthony Saffery – sitar, armonium, tastiere
- Nick Simms – batteria
- Peter Bengry – percussioni

Musicisti aggiuntivi
- Robert Buller – archi (Brimful of Asha)
- Elizabeth Johnson – archi (Brimful of Asha)
- Grace Winder – archi (Brimful of Asha)
- Allen Ginsberg – voce (When the Light Appears Boy)
- Lourdes Belart – voce (Good Shit)
- Paula Frazer – voce (Good to Be on the Road Back Home)
- Ray Dickaty – flauto (Good to Be on the Road Back Home)
- Justin Warfield – rapping (Candyman)